# Unité urbaine de Verrières-en-Anjou
L'unité urbaine de Verrières-en-Anjou (anciennement unité urbaine de Saint-Sylvain-d'Anjou) est une ancienne unité urbaine française qui faisait partie du département de Maine-et-Loire et de la région Pays-de-la-Loire.

## Historique
En 2010, selon l'Insee, l'unité urbaine de Saint-Sylvain-d'Anjou est composée de trois communes, Écouflant, Saint-Sylvain-d'Anjou et Villevêque, toutes les trois situées dans le département de Maine-et-Loire, plus précisément dans l'arrondissement d'Angers. À la suite de la création de la commune nouvelle de Verrières-en-Anjou, le 1er janvier 2016, cette unité urbaine fusionne avec celle voisine de Pellouailles-les-Vignes (49102), composée de la seule commune de Pellouailles-les-Vignes. À la suite de la création de la commune nouvelle de Rives-du-Loir-en-Anjou, le 1er janvier 2019, l'unité urbaine n'est plus composée que de deux communes, Écouflant et Verrières-en-Anjou. Elle disparaît en 2020 avec le nouveau zonage des unités urbaines et le rattachement d'Écouflant et Verrières-en-Anjou à l'unité urbaine d'Angers.

## Délimitation de l'unité urbaine en 2010
Au 1er janvier 2020, l'unité urbaine de Verrières-en-Anjou est composée de deux communes :
| Nom                | Code Insee | Statut           | Superficie (km2) | Population (dernière pop. légale) | Densité (hab./km2) |
| ------------------ | ---------- | ---------------- | ---------------- | --------------------------------- | ------------------ |
| Écouflant          | 49129      |                  | 17,02            | 4 614 (2022)                      | 271                |
| Verrières-en-Anjou | 49323      | commune nouvelle | 24,83            | 7 946 (2022)                      | 320                |

## Évolution démographique
| 1968  | 1975  | 1982  | 1990  | 1999   | 2007   | 2012   | 2017   |
| ----- | ----- | ----- | ----- | ------ | ------ | ------ | ------ |
| 3 002 | 6 200 | 6 780 | 8 545 | 10 410 | 10 572 | 10 732 | 11 312 |

## Pour approfondir